# Estación de Yves-Gomezée
La estación de Yves-Gomezée es una estación de tren belga situada en Walcourt, en la provincia de Namur, región Valona.
Pertenece a la línea  de S-Trein Charleroi.

## Situación ferroviaria
La estación se encuentra en la línea 132 (Charleroi-Treignes).

## Intermodalidad
| Línea | Procedencia      | Parada            | Destino                   |
| ----- | ---------------- | ----------------- | ------------------------- |
| 136   | SAINT-AUBIN Pont | YVES-GOMEZÉE Gare | FLORIENNES Gare d'autobus |